# Наньань
Наньань (кит. спр. 南安市, піньїнь: Nán'ān Shì) — місто-повіт в південнонокитайській провінції Фуцзянь, складова міста Цюаньчжоу.

## Географія
Наньань лежить у центрі префектури і виходить до західного узбережжя Тайванської протоки Східнокитайського моря.

### Клімат
Місто знаходиться у зоні, котра характеризується вологим субтропічним кліматом. Найтепліший місяць — липень із середньою температурою 29 °C (84.2 °F). Найхолодніший місяць — січень, із середньою температурою 12.8 °С (55 °F).
| Клімат Наньаня          | Клімат Наньаня | Клімат Наньаня | Клімат Наньаня | Клімат Наньаня | Клімат Наньаня | Клімат Наньаня | Клімат Наньаня | Клімат Наньаня | Клімат Наньаня | Клімат Наньаня | Клімат Наньаня | Клімат Наньаня | Клімат Наньаня |
| Показник                | Січ.           | Лют.           | Бер.           | Квіт.          | Трав.          | Черв.          | Лип.           | Серп.          | Вер.           | Жовт.          | Лист.          | Груд.          | Рік            |
| Середня температура, °C | 12,8           | 12,9           | 15,3           | 19,7           | 23,6           | 26,4           | 29             | 28,7           | 27,1           | 23,6           | 19,3           | 14,8           | 21,1           |
| Норма опадів, мм        | 42.2           | 74.8           | 108.9          | 145.3          | 177.7          | 222.8          | 149.3          | 165.2          | 132.4          | 37.9           | 37.4           | 26.2           | 1320.1         |
| Днів з опадами          | 9,8            | 12,4           | 14,6           | 15,5           | 17,5           | 17,3           | 10,2           | 12,5           | 9,4            | 6,8            | 7,1            | 7,7            | 140,8          |
| Вологість повітря, %    | 74.6           | 78.8           | 80.7           | 81.5           | 83.3           | 84.4           | 79.8           | 79.6           | 77             | 72             | 71.7           | 72.4           | 78             |
| ----------------------- | -------------- | -------------- | -------------- | -------------- | -------------- | -------------- | -------------- | -------------- | -------------- | -------------- | -------------- | -------------- | -------------- |
| Джерело: Weatherbase    |                |                |                |                |                |                |                |                |                |                |                |                |                |